# Amendement Teller
 (juillet 2022).
Si vous disposez d'ouvrages ou d'articles de référence ou si vous connaissez des sites web de qualité traitant du thème abordé ici, merci de compléter l'article en donnant les références utiles à sa vérifiabilité et en les liant à la section « Notes et références ».

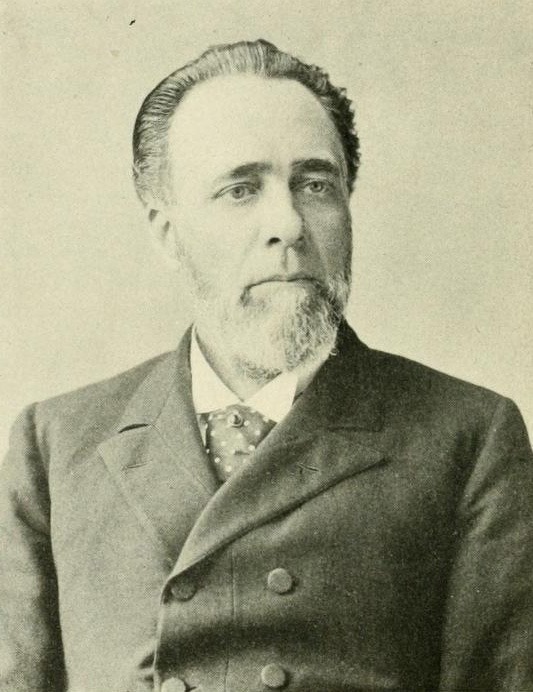
Le sénateur Henry M. Teller, à l'origine de l'amendement.

L’amendement Teller est un amendement à une résolution du Congrès des Etats-Unis, passé le 20 avril 1898, en réponse au message de guerre du président William McKinley. Cet amendement mettait une condition à la présence militaire des États-Unis à Cuba : selon cette clause, les États-Unis n'annexeraient pas Cuba, mais se borneraient à « laisser le contrôle de l'ile à son peuple ». En résumé, les États-Unis aideraient Cuba à obtenir son indépendance, puis retireraient toutes leurs troupes du pays,.